# Væg
Vægkonstruktioner inddeles i hhv. yder- og indervægge. Ydervæggen, der enten kan opføres som en tung- eller let konstruktion, har til formål at føre belastningen fra taget ned i fundamentet (derfor betegnes disse vægge som bærende vægge), skærme boligen mod nedbør og vind, være modstandsdygtige over for brand samt holde varmen inde i boligen. Indervægge har derimod til formål at inddele boligen efter bygherrens ønske, til bl.a. værelser, bad, køkken, stue mm. Nogle af indervæggene kan ligeledes udføres som bærende konstruktioner. Dette gøres såfremt der bygges over så store spændevidder at bjælkerne, der ligger tværs over væggene, ikke kan optage belastningen fra tagkonstruktionen og derfor skal understøttes flere steder.
Vægge kan opføres eller bygges på flere måder og af en lang række forskellige materialer. Vægge vil ofte være isoleret mod varmetab, lyde eller andet gennem anvendelse af isolerende materialer. Vægge kan også fremstilles af glas, hvilket dog for det meste vil bruges som rumdeler. I denne forbindelse er udviklingen af teknologien bag intelligent glas blevet fremmet.
Vægge gennembrydes på varierende måde af døre eller andre former for gennemgang samt vinduer, der kan bringe lys ind i rummet.